# HiSky
HiSky este o companie aeriană cu sediul în Chișinău, Moldova, fiind certificată (AOC) suplimentar în România. Principalele baze ale companiilor aeriene sunt Aeroportul Internațional Chișinău, Aeroportul Internațional Henri Coandă și Aeroportul Internațional Avram Iancu.
.

## Istorie
Directorul general al companiei, Iulian Scorpan, este fost pilot și director general al Air Moldova. 
În februarie 2020, autoritățile aviatice din Republica Moldova au declarat că HiSky nu obținuse un certificat de operator aerian din cauza neregulilor constatate în timpul procesului de certificare și că a fost declanșată o anchetă.  Una dintre problemele remarcate este că Cobrex Trans, compania aeriană care trebuia să opereze Airbus A320 în numele HiSky, nu are încă acest tip de aeronavă în flota sa.  
Potrivit Autorității Aviației Civile a Republicii Moldova, la 12 mai 2020, HiSky nu era încă autorizată pentru operare comercială.  Totodată, compania oferea bilete pentru zborurile din Chișinău prin intermediul propriului site. Compania aeriană și-a declarat apoi planurile de a lansa zboruri în iulie cu două avioane din familia Airbus A320 de la Air Lease Corporation . 
HiSky a fost nevoită să-și întârzie lansarea rutei de mai multe ori în urma pandemiei de COVID-19 .   Începând cu 18 septembrie 2020, compania aeriană și-a eliminat complet programul planificat.
Cu toate acestea, la 11 decembrie 2020, compania aeriană a obținut certificatul de funcționare în România , iar la 19 februarie 2021 compania aeriană a obținut certificatul de funcționare în Moldova. 
Pe 22 februarie 2021, compania aeriană a anunțat că va începe să zboare către Dublin și Lisabona din primul său hub din Cluj-Napoca, România . 
Din 28 aprilie 2021, HiSky Airlines a lansat noi zboruri de la Chișinău la Paris, de la Paris și Frankfurt la Satu Mare românesc, din 29 aprilie de la Dublin la Iași, de la 1 mai de la Frankfurt la Satu Mare și de la Chișinău la Frankfurt. 

## Destinații
Din septembrie 2022, HiSky operează către următoarele destinații:
| Country        | City             | Airport                                        | Notes     | Refs   |
| -------------- | ---------------- | ---------------------------------------------- | --------- | ------ |
| Belgia         | Bruxelles        | Aeroportul Bruxelles                           |           | [ 12 ] |
| Egipt          | Hurghada         | Aeroportul Internațional Hurghada              | Sezonal   | [ 13 ] |
| Egipt          | Sharm El Sheikh  | Aeroportul Internațional Sharm El Sheikh       | Sezonal   | [ 13 ] |
| Franța         | Beauvais         | Aeroportul Beauvais–Tillé                      |           | [ 14 ] |
| Germania       | Frankfurt        | Aeroportul Frankfurt                           |           | [ 15 ] |
| Irlanda        | Dublin           | Aeroportul Dublin                              |           | [ 15 ] |
| Israel         | Tel Aviv         | Aeroportul Internațional Ben Gurion            |           | [ 14 ] |
| Italia         | Bergamo          | Aeroportul Internațional Bergamo-Orio al Serio |           | [ 16 ] |
| Moldova        | Chișinău         | Aeroportul Internațional Chișinău              |           | [ 14 ] |
| Maroc          | Agadir           | Aeroportul Agadir–Al Massira                   | Sezonal   | [ 13 ] |
| Portugalia     | Lisabona         | Aeroportul Lisabona                            | Terminat  | [ 15 ] |
| Romania        | Baia Mare        | Aeroportul Internațional Maramureș             |           | [ 13 ] |
| Romania        | București        | Aeroportul Internațional Henri Coandă          |           | [ 17 ] |
| Romania        | Cluj-Napoca      | Aeroportul Internațional Avram Iancu           |           | [ 15 ] |
| Romania        | Iași             | Iași International Airport                     |           | [ 18 ] |
| Romania        | Oradea           | Oradea International Airport                   | Sezonal   | [ 13 ] |
| Romania        | Satu Mare        | Satu Mare International Airport                |           | [ 13 ] |
| Romania        | Târgu Mureș      | Târgu Mureș International Airport              | Terminat  | [ 19 ] |
| Romania        | Timișoara        | Timișoara Traian Vuia International Airport    |           | [ 17 ] |
| Russia         | Moscow           | Moscow Domodedovo Airport                      | Suspendat | [ 14 ] |
| Russia         | Saint Petersburg | Pulkovo Airport                                | Suspendat | [ 14 ] |
| Tunisia        | Monastir         | Habib Bourguiba International Airport          | Sezonal   | [ 13 ] |
| Turkey         | Antalya          | Antalya Airport                                | Sezonal   | [ 13 ] |
| Turkey         | Istanbul         | Istanbul Airport                               |           | [ 14 ] |
| United Kingdom | London           | London Stansted Airport                        | Terminat  |        |
| United States  | New York City    | New York John F. Kennedy Airport               |           | [ 14 ] |

## Flotă

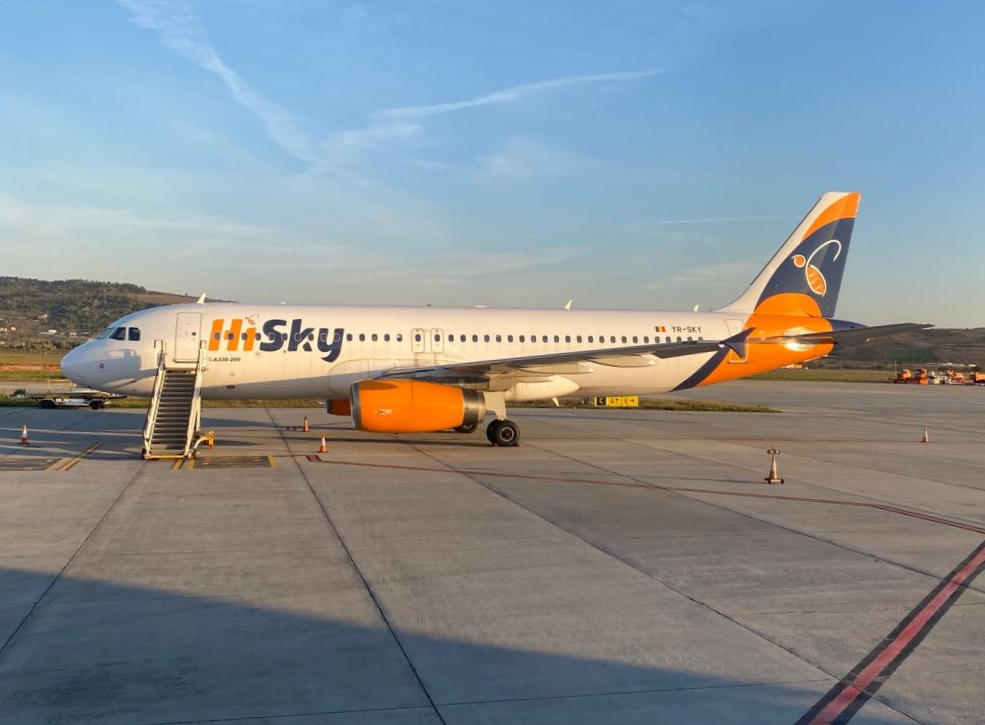
Modelul lui HiSky (YR-SKY pe aeroportul CLJ, 6 octombrie 2021)

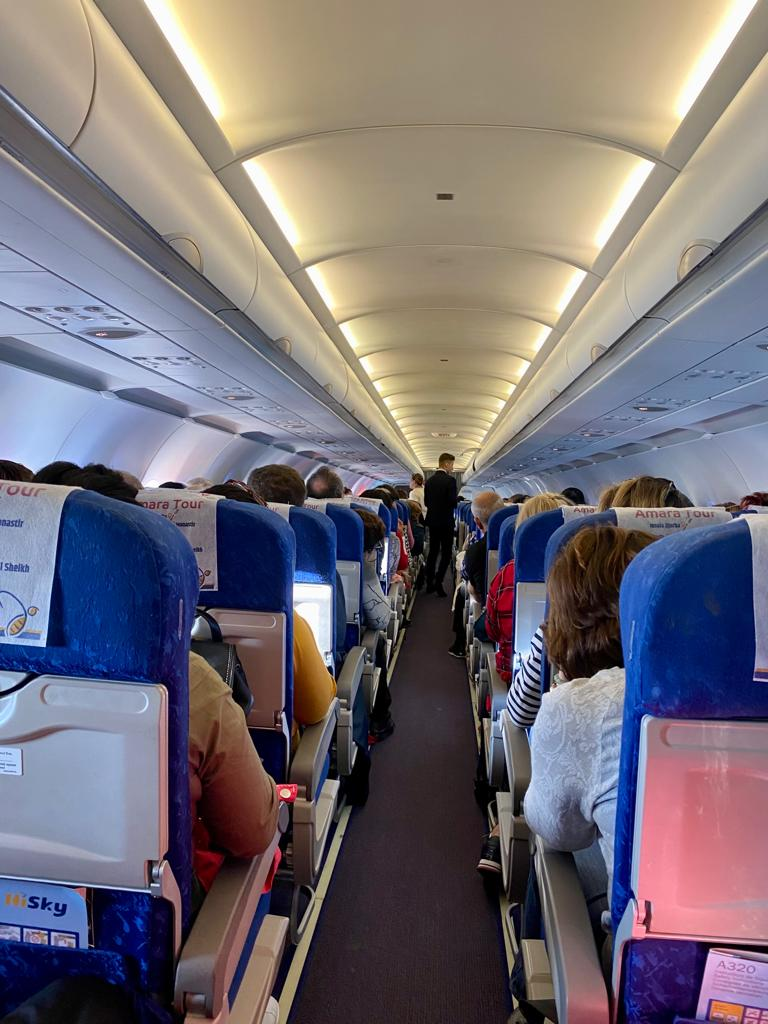
Interior YR-SKY, H4236 zbor Tel Aviv-București

Flota HiSky conține 8 aeronave, toate fabricate de Airbus, Avioanele de model Airbus A321neoLR au fost livrate  în aprilie și mai 2023. Compania aeriană deține cea mai nouă aeronavă din România, un Airbus A321LR, fabricat în februarie 2023. Din 19 decembrie 2023 compania are un Airbus A330-200 asamblat în 2010, care între iulie 2010 până în octombrie 2022 a fost deținut de compania Sichuan Airlines din China. Cu acest avion se operează zborurile la New York City.
| Aeronava         | În operare | Comenzi | Pasageri | Pasageri | Pasageri | Note                               |
| Aeronava         | În operare | Comenzi | C        | Y        | Total    | Note                               |
| ---------------- | ---------- | ------- | -------- | -------- | -------- | ---------------------------------- |
| Airbus A319-100  | 1          | —       | —        | 144      | 144      | Înmatriculat în Republica Moldova. |
| Airbus A320-200  | 4          | —       | —        | 180      | 180      |                                    |
| Airbus A321neoLR | 2          | __      | 8        | 193      | 201      | </nowiki>                          |
| Airbus A330      | 1          | __      |          |          |          | Înmatriculat în România            |
| Total            | 8          | -       |          |          |          |                                    |